# Đội tuyển Davis Cup Ukraina
Đội tuyển Davis Cup Ukraina đại diện Ukraina ở giải đấu quần vợt Davis Cup và được quản lý bởi Liên đoàn Quần vợt Ukraina.

## Lịch sử
Ukraina lần đầu tiên tham gia Davis Cup vào năm 1993. Ukraina hiện tại thi đấu ở Nhóm I khu vực Âu/Phi. Đội từng 3 lần vào Play-off Nhóm Thế giới.

## Đội hình hiện tại (2017)
| Denys Molchanov     |
| Alexandr Dolgopolov |
| Illya Marchenko     |
| Sergiy Stakhovsky   |
| Artem Smirnov       |
| Nikita Mashtakov    |
| Illia Biloborodko   |